# Johannes Kolrose
Johann(es) Kolrose (auch: Kolross, genannt Rhodonthracius) (* um 1487 in Kirchhofen; † um 1560 in Basel) war ein deutscher Dichter, Philologe und Pädagoge.

## Leben
Kolrose wurde am 10. August 1503 in Freiburg immatrikuliert und begann im Jahr 1529 seine Tätigkeit als Leiter der Knabenvolksschule in Basel.
Im Jahr 1530 verfasste er in Basel ein Lehrbuch für Orthographie unter dem Titel Enchiridion. Er wurde vor allem als volkstümlicher Dramatiker bekannt. 1532 wurde in Basel sein Spil von Fünfferley betrachtnussen, eine Art Totentanz, aufgeführt. Er schrieb verschiedene Texte für Kirchenlieder der Reformation, darunter Wo Gott zum Haus nicht gibt sein Gunst und Ich dank dir, lieber Herre.